# Lijst van voetbalinterlands Servië - Spanje
Deze lijst van voetbalinterlands is een overzicht van alle officiële voetbalwedstrijden tussen de nationale teams van Servië en Spanje. De landen speelden tot op heden drie keer tegen elkaar. De eerste ontmoeting, een vriendschappelijke wedstrijd, werd gespeeld in Sankt Gallen (Zwitserland) op 26 mei 2012. Voor het Spaans voetbalelftal was dit een oefenwedstrijd in de voorbereiding op het Europees kampioenschap voetbal 2012. Het laatste duel, een groepswedstrijd tijdens de UEFA Nations League 2024/25, vond plaats op 15 oktober 2024 in Córdoba.

## Wedstrijden
| № | Plaats       | Datum            | Competitie                  | Wedstrijd       | Uitslag |
| - | ------------ | ---------------- | --------------------------- | --------------- | ------- |
| 1 | Sankt Gallen | 26 mei 2012      | Vriendschappelijk           | Servië – Spanje | 0 – 2   |
| 2 | Belgrado     | 5 september 2024 | UEFA Nations League 2024/25 | Servië – Spanje | 0 – 0   |
| 3 | Córdoba      | 15 oktober 2024  | UEFA Nations League 2024/25 | Spanje – Servië | 3 – 0   |

## Samenvatting
| Competitie          | Totaal gespeeld | Winst Servië | Gelijk | Winst Spanje | Doelsaldo Servië – Spanje |
| ------------------- | --------------- | ------------ | ------ | ------------ | ------------------------- |
| UEFA Nations League | 2               | 0            | 1      | 1            | 0 − 3                     |
| Vriendschappelijk   | 1               | 0            | 0      | 1            | 0 − 2                     |
| Totaal              | 3               | 0            | 1      | 2            | 0 − 5                     |

## Details

### Eerste ontmoeting
| Vriendschappelijk (Sankt Gallen, Zwitserland, 26 mei 2012): |       |                                              |
| Servië                                                      | 0 – 2 | Spanje                                       |
|                                                             | goals | 64' Adrián López 74' (pen.) Santiago Cazorla |